# Цена лепоте
Цена лепоте (енгл. Beauty in Black) америчка је телевизијска серија коју је створио Тајлер Пери за Netflix. Главне улоге тумаче Тејлор Полидор и Кристл Стјуарт као две жене које живе потпуно различите животе. Први део прве сезоне је приказан 24. октобра 2024, а други 6. марта 2025.

## Радња
Судбина једне стриптизете нагло се преокрене када укрсти путеве с богатом нефункционалном породицом која је на челу козметичке династије и мрачне злочиначке мреже.

## Улоге
| Глумац              | Улога          |
| ------------------- | -------------- |
| Тејлор Полидор      | Кими           |
| Кристл Стјуарт      | Малори Белари  |
| Рико Рос            | Хорас          |
| Амбер Рејн Смит     | Рејн           |
| Гзавије Смолс       | Ејнџел         |
| Џулијан Хортон      | Рој Белари     |
| Стивен Г. Норфлит   | Чарлс Белари   |
| Ричард Лосон        | Норман         |
| Терел Картер        | Варни          |
| Шенон Волас         | Калвин         |
| Чарлс Малик Витфилд | Џулс           |
| Деби Морган         | Оливија Белари |

## Епизоде
| Сезона | Сезона | Епизоде | Епизоде | Оригинална објава | Оригинална објава |
| ------ | ------ | ------- | ------- | ----------------- | ----------------- |
|        | 1.     | 16      | 8       | 24. октобар 2024. | 24. октобар 2024. |
|        | 1.     | 16      | 8       | 6. март 2025.     | 6. март 2025.     |

### 1. сезона (2024—2025)
| Део 1 |    |                 |             |             |                   |
| 1 | 1  | Рибе на сувом   | Тајлер Пери | Тајлер Пери | 24. октобар 2024. |
| Покушавајући да побегне из стриптиз-клуба и од Џулсове контроле, Кими се пријави за стипендију за фризерску школу коју је основала породица Белари.               |    |                 |             |             |                   |
| 2 | 2  | Плес с татицом  | Тајлер Пери | Тајлер Пери | 24. октобар 2024. |
| Малори и Рој се покушају снаћи у хаотичном низу догађаја. Кими се одупре наредби да помогне Рејн и склопи пакт с тајанственим и моћним клијентом.                 |    |                 |             |             |                   |
| 3 | 3  | Последице       | Тајлер Пери | Тајлер Пери | 24. октобар 2024. |
| Кимине одлуке доведу до опасних последица. Бесни Норман тражи одговоре о несрећи, што доведе до велике напетости у породици Белари.                               |    |                 |             |             |                   |
| 4 | 4  | Породична ствар | Тајлер Пери | Тајлер Пери | 24. октобар 2024. |
| Оливија игра грубо да би заштитила синове. Ејнџел предложи нешто одважно Кими. Како тужба ескалира, Малори размишља о својим опцијама.                            |    |                 |             |             |                   |
| 5 | 5  | Тешке тајне     | Тајлер Пери | Тајлер Пери | 24. октобар 2024. |
| Кад Ејнџел доживи велики шок, Кими поново размисли о његовом предлогу. Џулс манипулише породицом. Норман, који мора донети тешку одлуку, постаје све сумњичавији. |    |                 |             |             |                   |
| 6 | 6  | Дивљање         | Тајлер Пери | Тајлер Пери | 24. октобар 2024. |
| Ројев его досегне нове висине док Малори тражи његову „другу жену”. Кими и Ејнџел траже излаз. Норманова туга заврши крваво.                                      |    |                 |             |             |                   |
| 7 | 7  | Квит            | Тајлер Пери | Тајлер Пери | 24. октобар 2024. |
| Малори је пуна капа Роја и одлучи да узме ствари у своје руке. Док је Норман у потрази за истином, у фокус дође познато лице. Кими и Ејнџел финализују свој план. |    |                 |             |             |                   |
| 8 | 8  | Убитачна карма  | Тајлер Пери | Тајлер Пери | 24. октобар 2024. |
| Сплетке и тајне дођу до врхунца када Хорас повеже тачкице о пљачки, Малори успостави доминацију, а Кими дође до тачке пуцања.                                     |    |                 |             |             |                   |
| Део 2 |    |                 |             |             |                   |
| 9 | 9  | Слепи бес       | Тајлер Пери | Тајлер Пери | 6. март 2025.     |
| Емоције су на врхунцу док породица Белари оплакује мртве и кује планове. У жељи за осветом Кими креће у очајничку потрагу за својом отетом сестром Силви.         |    |                 |             |             |                   |
| 10 | 10 | Борба за моћ    | Тајлер Пери | Тајлер Пери | 6. март 2025.     |
| Потрага за траговима доведе Кими до неугодног сусрета. Џулс ради оно што ради најбоље: поспрема неред. Хорас усмери пажњу на Норманове незаконите послове.        |    |                 |             |             |                   |
| 11 | 11 | Уза зид         | Тајлер Пери | Тајлер Пери | 6. март 2025.     |
| Док Хорас направи хаос, Малори има пуно већих проблема од неугодне судске тужбе. Кими се у својој потрази за Силви вине до опасних висина.                        |    |                 |             |             |                   |
| 12 | 12 | Невиност        | Тајлер Пери | Тајлер Пери | 6. март 2025.     |
| Џулс и његови људи траже Кими. Ејнџел заигра опасну игру како би спасио живот. Варни постане мета у још једном скандалу породицом Белари.                         |    |                 |             |             |                   |
| 13 | 13 | По сваку цену   | Тајлер Пери | Тајлер Пери | 6. март 2025.     |
| Хорас предложи договор који би Кими требао помоћи да пронађе Силви. Ејнџел у клубу дође до узнемирујућег открића.                                                 |    |                 |             |             |                   |
| 14 | 14 | Дивља вожња     | Тајлер Пери | Тајлер Пери | 6. март 2025.     |
| Траг Ројеве невере одведе Малори то стриптиз-клуба. Кими упадне у велике проблеме при дрском покушају спашавања Силви.                                            |    |                 |             |             |                   |
| 15 | 15 | Лавља јазбина   | Тајлер Пери | Тајлер Пери | 6. март 2025.     |
| Породица Белари је на опрезу због Хорасових планова. Оливија купује време, док Ејнџел и Рејн размишљају шта учинити. Кими нехотице објави новости.                |    |                 |             |             |                   |
| 16 | 16 | А сада, освета  | Тајлер Пери | Тајлер Пери | 6. март 2025.     |
| Ситуација се преокрене кад Хорас замоли Кими за помоћ. Породица Белари у шоку покуша да задржи контролу над својим царством.                                      |    |                 |             |             |                   |